# Ogoniok (revista)
Ogoniok, a veces transliterado como Ogonyok. (en ruso: Огонёк) fue una de las revistas semanales ilustradas más antiguas de Rusia.

## Historia
Ogoniok se ha publicado desde el 21 de diciembre de 1899. Fue restablecido en la Unión Soviética en 1923 por Mijaíl Koltsov. La sede estaba en Moscú. En 1957 la tirada de la revista era de 850.000 ejemplares.
La revista a color alcanzó el pináculo de su popularidad en los años de la Perestroika, cuando su editor en jefe Vitaly Korotich «guiaba a Ogoniok a una posición pro-estadounidense y pro-capitalista». Esos años son el tema del libro Small Fires: Letters From the Soviet People to Ogonyok Magazine 1987-1990 (Summit Books, Nueva York, 1990) seleccionado y editado por Christopher Cerf, Marina Albee, y con una introducción de Korotich. La revista vendió 1,5 millones de copias en 1987 y 4,6 millones de copias en 1990.
A principios de la década de 1990, Ogoniok era propiedad de Borís Berezovski y su popularidad comenzó a decaer. Vendió 0,2 millones de copias en 1993. Viktor Loshak, el ex editor del periódico moscovita Moskovskiye Novosti, asumió el cargo de editor en 2003. En 2004, fue publicado por la editorial rusa OVA-PRESS. En el punto álgido de la crisis financiera rusa de 2008-2009, en enero de 2009, la publicación se suspendió debido a un cambio de propiedad.
El 18 de mayo de 2009, después de una pausa de cuatro meses, Kommersant Publishing Group reanudó la publicación de la revista. El primer número publicado por Kommersant es el 5079.º Ogoniok desde 1899.
En diciembre de 2020, se suspendió la publicación de Ogoniok debido a problemas financieros.